# 간첩
간첩(한국 한자: 間諜)은 다른 곳의 정보를 몰래 알아내어 다른 곳에 제공하는 사람으로, 스파이(spy), 공작원(工作員), 첩보원(諜報員), 첩자(諜者) 등의 다양한 이름으로 불린다. 관점 및 상황에 따라 간첩은 정당한 사법적 도구가 될 수도 있고, 때로는 위법한 행위가 될 수도 있다. 그러나 일반적으로 정의롭지 못하다 여겨져 국제적으로 비밀에 부쳐진다.
스파이 활동은 종종 정부 또는 상업적 관심사에 의한 제도적인 도구로 쓰이기도 한다. 일반적으로 간첩이라 하면 잠재적이거나 실질적인 적국에 대한 군사적 목적의 스파이 활동을 칭한다. 기업과 관련된 스파이 활동은 산업 스파이라고 부른다.
첩보 대상의 데이터와 정보를 수집하는 한 가지 방법은 그 조직의 내부로 침투하는 것이다. 이로써 적군의 규모나 질에 대한 정보를 제공할 수 있다. 조직 내의 반체제 인사를 찾아내어 망명하도록 영향을 미칠 수도 있다. 위기 상황에서 간첩은 다양한 방법으로 기술을 탈취하여 적을 방해한다. 적의 첩보행위로부터 자신의 국가를 방어할 수도 있는데, 이를 방첩이라고 한다. 거의 모든 주권국가가 간첩을 엄히 처벌한다.법을 가지고 있으며, 적발 시 처벌이 가혹한 경우가 많다.

## 역사
간첩은 오래 전부터 군사적으로 중요하게 다루어져 왔다.
간첩에 대한 가장 오래된 기록은 기원전 1750년경에 사망한 함무라비 왕의 궁정에서 외교사절로 위장한 스파이가 작성한 보고이다. 고대 이집트에서 체계적으로 첩자를 관리했으며, 그 외에도 구약성경에 나오는 열두 정탐꾼 이야기뿐만 아니라 아마르나 문서에서도 간첩에 대한 기록이 있다. 또한 일리아드에서도 스파이에 대한 기록이 나와 고대 그리스에서도 첩보행위를 했음을 알 수 있다. 동양에서 정보전의 전략적, 외교적 중요성은 손자병법과 아르타샤스트라에도 기록되어 있다.
중세에 유럽 국가들은 로마 가톨릭교회의 종교재판 및 이단심문을 통해 체제 전복을 미연에 방지하고자 노력했다. 종교재판은 중앙에서 조직된 대규모 심문과 상세한 기록 보관이 특징이다. 르네상스 시대 동안 유럽 국가들은 암호 해독가들이 정보를 얻을 수 있도록 자금을 지원했다. 당시 주로 사용된 방법은 빈도분석이다. 서양의 첩보행위는 르네상스 시대 동안 이탈리아의 도시 국가들이 정보를 수집하기 위해 수도에 상주하는 대사들을 설치하기 시작하며 그 근본적인 체제에 변화가 이루어졌다. 베네치아 공화국은 스파이 행위에 너무 집착해서 명목상 보안을 담당했던 10인 위원회는 심지어 도제가 정부 기록 보관소에 자유롭게 드나드는 것 조차 허용하지 않았다. 1481년 10인 위원회는 모든 베네치아 정부 관리들이 대사나 외국인들과 접촉하는 것을 금지했다. 국가 기밀을 폭로하는 사람들은 사형을 받을 수 있었다. 베네치아는 성공적인 국제 무역이 도시 국가가 자국의 영업 비밀을 보호할 수 있다고 생각했기 때문에 첩보 및 방첩에 집착하게 되었다. 16세기 영국에서는 엘리자베스 1세 여왕이 프랜시스 월싱엄을 외무장관이자 정보 책임자로 임명하였다. 소설가이자 저널리스트인 대니얼 디포 역시 영국 정부를 위해 스파이를 했을 뿐만 아니라, 현대적인 경찰국가 개념의 토대가 되는 스파이 이론을 발전시켰다.
미국 독립 혁명기간 동안 나단 헤일과 베네딕트 아널드는 첩자로서 엄청난 활약을 했다. 이후 미국 남북 전쟁 때에도 양쪽에서 스파이를 상당히 활용했다. 조지 워싱턴은 비록 스파이는 아니었지만, 영국을 상대로 스파이 전술을 구사한 미국 최초의 지도자였다.

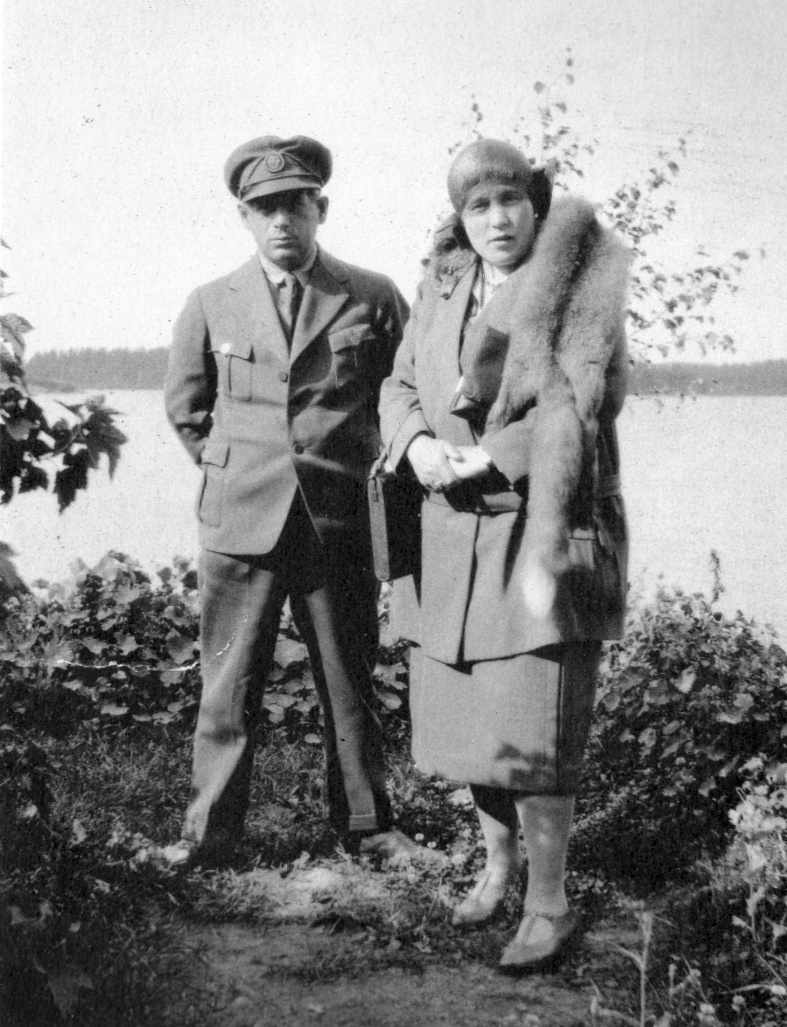
핀란드의 사교계 명사이자 스파이였던 마담 미나 크라우허(오른쪽)가 자신의 기사인 보리스 볼코스키(왼쪽)와 1930년대에 촬영한 사진.

제1차 세계 대전이 한창이던 20세기에는 미국을 제외한 모든 강대국들이 정교한 민간 정보 시스템을 갖추고 있었고, 모든 국가 군사 기관들이 정보 부대를 갖추고 있었다. 미국 의회는 외국의 간첩들로부터 국가를 보호하기 위해 1917년 스파이법을 통과시켰다. 이 시기 가장 유명한 간첩 중 하나는 프랑스 관리들을 유혹하여 정보를 빼낸 독일의 마타 하리이다. 독일과 일본 제국은 제2차 세계대전 이전에 정교한 정보망을 구축했다. 미국은 1942년 윌리엄 J. 도노반 장군의 주도로  전략사무국을 설치하였다. 그러나, 당시 연합군 정보망의 핵심은 영국이었다. 그외에도 오스트리아의 마이어-메슈너 그룹, 프랑스의 레지스탕스, 비테 여단, 밀로그, 폴란드 국내군 등의 수많은 저항 단체들이 나치 독일에 대항했고, 연합군에게 도움이 될만한 정보들을 제공했다.
전후에는 미국과 구소련의 냉전에 돌입하며 첩보 및 방첩활동의 중요성이 더욱 강조되었다. 러시아 제국과 그 후신인 소련은 공안질서수호국부터 비밀경찰 역할을 했던 국가보안위원회(KGB)에 이르기까지 첩보활동의 오랜 전통을 이어오고 있다. 미국은 1947년 국가보안법 제정에 따라 중앙정보국(CIA)이 창설되어 암호와 전자통신에 대한 연구를 위한 정보를 담당하게 되었다. 이외에도 미국은 13개의 서로 다른 정보수집기관을 보유하고 있으며, 그 예산은 국방부 및 산하 프로그램에 책정되어 있다. 2004년의 정보조직 개편에 따라 국가정보국장은 미국 정보기관의 활동과 예산을 감독하고 조정하는 역할을 담당하고 있다.
냉전시대에는 앨저 히스, 휘태커 체임버스, 로젠버그 사건 등이 주목할만한 정보전 사례이다. 1952년 중국 공산당이 중앙정보국(CIA) 요원 2명을 붙잡았고, 1960년 중앙정보국(CIA) 소속으로 U-2 정찰기를 몰고 소련 상공을 비행하던 프랜시스 게리 파워스가 격추돼 붙잡혔다. 또한 소련으로부터 발터 크리비츠키, 빅토르 크라프첸코, 블라디미르 페트로프, 피터 데리아빈, 파웰 모나트, 올레크 펜콥스키등 소련 정보당국자들이 대거 서방으로 망명했다. 영국에서는 케임브리지 5인, 서독에서는 1954년 오토 요한, 그 외에는 1960년 윌리엄 H 마틴과 버논 미첼, 1962년 해롤드(김) 필비 등의 서방 인사들이 소련으로 망명했다. 미국이 자국의 U-2 항공기 운항을 인정하고 1962년 프랜시스 게리 파워스와 루돌프 아벨을 교환하는 등 일부 간첩활동들은 정부가 인정하기도 하였다.
중국은 특히 몽골, 러시아, 인도와 같은 이웃 국가들을 감시하는데 경제적으로 효율적인 정보 전략을 가지고 있다. 규모가 작은 국가들도 효과적이고 집중적인 정보 활동을 수행하고 있는데, 종종 이러한 전략이 강대국을 압도하기도 한다. 예를 들어, 베트콩은 미국을 상대로 베트남 전쟁 동안 계속 정보적 우위를 점하고 있었다. 리비아, 이란, 시리아를 포함한 일부 이슬람 국가들도 매우 발달된 첩보능력을 가지고 있다. 팔라비 왕조의 비밀 경찰인 사바크는 1979년 이란 혁명 이전에 이란 반체제 인사들을 효율적으로 검거할 수 있었다.

## 대한민국의 간첩 식별 요령
아래는 대한민국의 공공 기관에서 발간한 간첩(남파공작원)을 식별하는 방법이다. 과거 1960년대~1970년대에는 마을 구장들이 '간첩 식별 요령' 전단지나 '거동 수상자 신고 방법' 전단지를 주민들에게 나누어 주기도 했다. 과거의 전단지에는 "밤중에 이북 방송을 듣는 사람"이나 "밤 12시를 전후하여 무전치는 소리가 들리는 집"과 같이 난수 방송을 언급하는 내용도 있다. 인터넷 커뮤니티 사이트에서는, 이 간첩 식별요령을 이용해 현 정치인들의 행태를 꼬집는 풍자글을 올리기도 했다.
- 월북자, 행방불명자, 밀항자 등의 국내 연고지를 수소문하고, 재북가족의 사진, 편지 등 안부를 전하면서 은밀히 접근해 오는 사람
- 중국동포 또는 탈북자 출신 무역업자 등으로 행세하면서 이산가족들을 대상으로 재북가족 상봉을 은밀히 권유하는 사람
- 남북경험, 학술교류 등을 구실로 수시 방북하면서 북한 체제를 찬양 또는 미화하고 함께 통일 사업을 하자고 제의해 오는 사람
- 해외 이민자중 특별한 목적 없이 국내 체류하며 국내 연구소, 국가 안보 시설물에 대한 각종 공개자료 등 수집 및 사진촬영을 하는 사람
- 이민, 유학, 여행 등 장기간 해외 체류 후 귀국하여 남북한 문제에 관심을 갖고 관련 단체에서 활동하면서 은연중에 북한을 찬양하는 사람
- 중국 동포나 산업연수생, 외국인 등 신분으로 입국했음에도 우리 표준말을 능숙히 구사하며 한국의 정치․군사에 관심이 많고, 체제도전 지식인, 학원․노동 운동권 등에 접근을 시도하는 사람
- 밀입국 또는 탈북 여성으로서 뚜렷한 이유 없이 외출이 잦고 취업, 생활문제 보다 국내정세에 관심을 보이는 사람
- 여관·여인숙·고시원 등에 단기 체류하는 자(20~30대)가 상식적으로 이해하기 어려운 행동을 하는 경우. 1995년 충남 부여군 무장간첩 침투 당시 무장간첩은 대전 지역의 여인숙에 투숙하면서 권총 등 무기류가 보관된 자신들의 가방에 쇠사슬을 묶어 고정하였다.
- 월북자, 행방불명자, 밀항자 등의 국내연고지를 수소문하고, 재북 가족의 사진, 편지 등 안부를 전하면서 은밀히 접근해 오는 사람
- 수시로 PC방을 바꿔가면서 외국 포탈사이트 이메일과 메신저 등을 이용,  숫자․특수문자로 구성된 문서를 전송하거나 채팅하는 사람
- PC방에서 프락시 서버를 이용하여 접근이 불가능한 인터넷 북한 관련 사이트를 서핑하거나 이메일을 전송하는 사람
- 20~30대 청년으로 휴대폰, 자판기, 버스 카드의 사용법, 담배 값 등을 잘 알면서도 실제 사용이 서툴거나 신용카드 사용을 꺼리는 사람
- 무심결에 북한 말(문화어; 동무, 로동자, 위생실, 군관, 남새, 냉동고, 공민증 등)를 사용한 후 당황해 하거나 중국동포 또는 탈북자로 행세하는 사람
- 100달러짜리 고액권을 다량으로 소지하고 있고 암달러상을 통해 한꺼번에 다액을 환전하는 사람
- 주민등록증이나 운전면허증 등을 여러 개 가지고 있거나 행색․태도 등에 어울리지 않는 신분증을 가지고 있는 사람
- 주요 간첩사건 발생 직후 특별한 연고나 목적이 없으면서도 갑자기 해외로 출국하여 장기간 입국하지 않거나 해외에서 전화 등으로 국내 부동산이나 소유재산을 처분해 줄 것을 부탁하는 사람
- 신분 확인 절차를 필요로 하는 비행기 등의 이용을 기피하고 KTX 등 새로운 운송수단 이용을 꺼리는 사람
- 그믐 등 달빛이 없는 야간에 해안가에서 배회하거나 젖은 옷차림, 스쿠버다이버 차림으로 야간에 해안으로 상륙하는 사람
- 주요 산업시설, 군사시설 등에 깊은 관심을 나타내면서 카메라 등을 이용하여 시설을 촬영하거나 인근 소재 식당, 숙박업소 등에서 일하면서 손님들의 대화를 몰래 엿듣는 사람
- 야간에 해안가에서 바다를 향해 손전등으로 신호하거나 돌 등을 부딪쳐 신호음을 내는 사람
- 등산을 하면서 불필요한 짐(삽, 호미 등)을 소지하고 있거나 묘지, 기념탑, 큰 나무, 바위 등 표시가 될 만한 지점에 O, V, X와 같이 이상한 표시를 하고 물건을 몰래 파묻거나 꺼내오는 사람
- 공원 등지의 상징물이나 장기간 변동가능성이 없으면서 쉽게 찾을 수 있으나 평소 일반인의 출입이 잦지 않는 건축물 또는 나무, 조형물을 이유 없이 사진을 촬영하는 사람
- 건물 옥상이나 고속도로 휴게소 등 개활지에서 공중을 향해 통신으로 보이는 행위를 하거나, 사업 상담 등을 가장하여 인터넷을 이용하여 외국에 이메일을 주고받는 행동을 하는 사람
- 권총, 무전기, 난수표, 독침, 독약앰플 등을 가지고 있는 사람

간첩 신고는 주로 111, 112를 사용하며, 신고 포상금은 간첩 신고시 최고 1억원, 간첩선(間諜船) 신고 시 최고 1억 5천만원이다.

## 대한민국의 간첩 침투

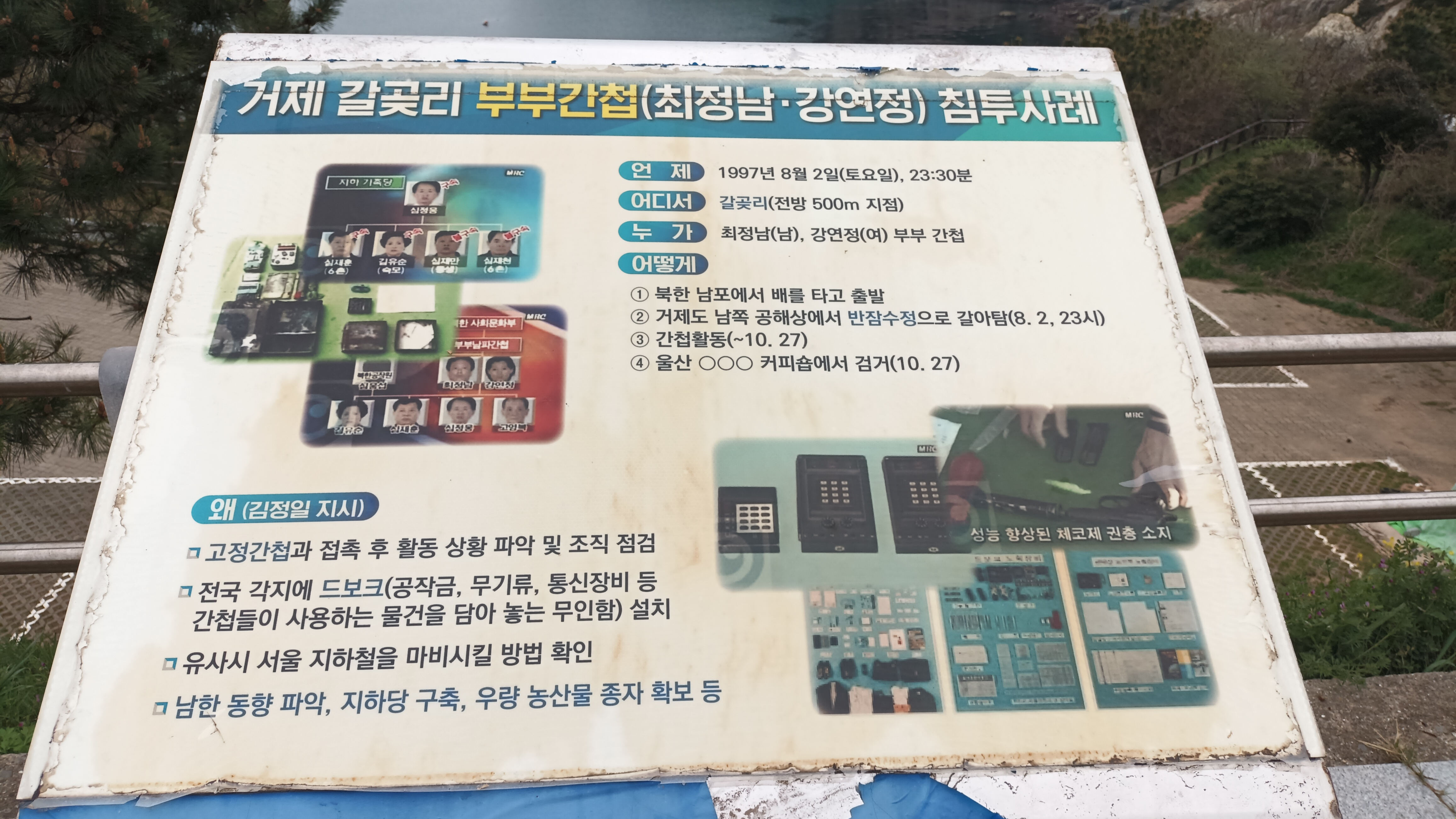
최정남·강연정 부부간첩 사건 안내판

## 같이 보기
- 간첩 행위
- 남파공작원